# Gouverneur de Chihuahua
Le gouverneur de Chihuahua (en espagnol : Gobernador de Chihuahua) est le chef du pouvoir exécutif de l'État de Chihuahua au Mexique.
La fonction est occupée par Maru Campos depuis le 8 septembre 2021.

## Histoire
L'État de Chihuahua est créé le 6 juillet 1824 et son premier gouverneur, José Ignacio de Urquidi, est élu le 8 septembre.
De 1929 à 1992 et de 1998 à 2016, les gouverneurs successifs appartiennent tous au Parti national révolutionnaire (PNR), devenu le Parti de la révolution mexicaine (PRM) en 1938 puis le Parti révolutionnaire institutionnel (PRI) en 1946. Le Parti action nationale (PAN) détient le poste de gouverneur entre 1992 et 1998 et depuis 2016[réf. nécessaire]. 
Maru Campos est la première femme élue gouverneur de l'État en 2021.

## Élection
Le gouverneur est élu au suffrage universel pour un mandat de six ans et n'est pas rééligible. La dernière élection a eu lieu le 6 juin 2021.